# Ipomoea murucoides
Ipomoea murucoides ist eine Pflanzenart aus der Gattung der Prunkwinden (Ipomoea) aus der Familie der Windengewächse (Convolvulaceae). Die Art ist in Guatemala und Mexiko verbreitet.

## Beschreibung
Ipomoea murucoides ist ein meist 5 bis 9 m hoher Baum, dessen Krone niedrig und abstehend und dessen Rinde glatt und weiß ist. Die Äste sind dick, die jungen Zweige dicht weiß behaart. Die Laubblätter sind schlank bestielt, zunächst etwas filzig behaart und später verkahlend. Die Blattspreiten sind langgestreckt-lanzettlich und meist 7 bis 12 cm lang. Nach vorn sind sie lang zugespitzt, an der Basis abgestumpft oder abgerundet. Der Blattrand ist ganzrandig.
Die Blütenstände sind weiß filzig behaart, endständig, traubig geformt und bestehen aus wenigen bis mehreren Blüten, die Blüten können jedoch selten auch einzeln in den Blattachseln stehen. Die Blütenstandsstiele sind kürzer als die Blattstiele oder können ganz fehlen. Die Blütenstiele haben eine Länge von 2 bis 4 cm. Die Kelchblätter sind 2 bis 3 cm lang, nahezu gleich geformt, lederig und an der Spitze abgerundet. Ihre Außenseite ist filzig behaart, die Innenseite seidig behaart. Die Krone ist rein weiß, 7 bis 8 cm lang und an der Außenseite filzig behaart.
Die Frucht ist eine 2,5 cm lange, eiförmige, unbehaarte Kapsel. Der Rand der Samen ist dicht mit weichen, abstehenden, weißen Trichomen besetzt.

## Verbreitung
Die Art ist in Guatemala und im Süden Mexikos verbreitet. Sie wächst dort auf strauchigen, offenen, trockenen, oftmals steinigen Hängen oder Ebenen oder im offenen, trockenen Wald. Oftmals ist sie in Hecken oder im Eichenwald zu finden. Sie wächst in Höhenlagen zwischen 600 und 2000 m.